# 남호 (야구 선수)
남호(南皓, 2000년 7월 20일 ~ )는 KBO 리그 두산 베어스의 투수이다.

## LG 트윈스시절
유신고등학교를 졸업하고 2019년 LG 트윈스의 2차 5순위 지명을 받아 입단했다. 2020년 9월 7일 롯데전에서 구원 등판하며 데뷔 첫 경기를 치렀고, 2이닝 1실점을 기록했다. 2020년 10월 6일 삼성전에서 데뷔 첫 선발 등판했다. 5이닝 1피안타, 1실점으로 승리 투수 요건을 갖췄으나 고우석의 블론 세이브로 인해 무산됐다.

## 두산 베어스시절
2021년 3월 25일 투수 채지선, 함덕주를 상대로 양석환과 함께 두산 베어스에 트레이드됐다. 2021년 시즌 5경기에 등판해 1패, 10점대 평균자책점을 기록했다. 2022년 7월 7일에 사회복무요원으로 입소했다.

## 출신 학교
- 연현초등학교
- 수원북중학교
- 유신고등학교

## 통산 기록
| 연도 | 팀명  | 평균자책점 | 경기 | 완투 | 완봉 | 승 | 패 | 세 | 홀 | 승률 | 타자 | 이닝 | 피안타 | 피홈런 | 볼넷 | 사구 | 탈삼진 | 실점 | 자책점 |
| ---- | ----- | ---------- | ---- | ---- | ---- | -- | -- | -- | -- | ---- | ---- | ---- | ------ | ------ | ---- | ---- | ------ | ---- | ------ |
| 2020 | LG    | 3.93       | 6    | 0    | 0    | 0  | 0  | 0  | 0  | -    | 82   | 18⅓  | 13     | 1      | 12   | 1    | 14     | 9    | 8      |
| 2021 | 두산  | 10.13      | 5    | 0    | 0    | 0  | 1  | 0  | 0  | -    | 13   | 2⅔   | 3      | 0      | 3    | 0    | 2      | 3    | 3      |
| 통산 | 2시즌 | 4.71       | 11   | 0    | 0    | 0  | 1  | 0  | 0  | -    | 95   | 21   | 16     | 1      | 15   | 1    | 15     | 12   | 11     |